# Formel-E-Rennstrecke Bern
Die Formel-E-Rennstrecke Bern war ein temporärer Stadtkurs für Rennen der FIA-Formel-E-Meisterschaft in Bern mit einer Länge von 2,75 km. Am 22. Juni 2019 fand im Rahmen der Saison 2018/19 erstmals und einmalig ein Rennen auf dieser Strecke statt.

## Geschichte
Bern wurde als zweite Schweizer Location für ein Rennen der FIA-Formel-E-Meisterschaft ausgewählt, nachdem sich der im Jahr zuvor veranstaltete Zürich E-Prix sich 2019 wegen paralleler Veranstaltungen als nicht durchführbar erwies. Eine Wiederholung scheiterte an lokalen Protesten während der Premierenevents und der Insolvenz der Betreibergesellschaft. Schon im Vorfeld hatte die Formel E erklärt nicht noch einmal in der Schweiz antreten zu wollen.

## Streckenbeschreibung
Der gegen den Uhrzeigersinn befahrene Stadtkurs begann an der Laubeggstrasse, die als Start-Ziel-Gerade fungierte, und bog hinter dem Rosengarten nach links in den Aargauerstalden ab. Nach einem Bergabstück und einer Schikane am Bärengraben, führte der Kurs über den Grossen Muristalden parallel zur Aare. Mit einer langgezogenen Linkskurve bog die Streckenführung auf die Muristrasse ab und passierte hier den Campus Muristalden. Anschließend folgte eine enge Linkskurve auf den Kleinen Muristalden, bevor die Strecke nach einer 90-Grad-Rechtskurve auf die Schosshaldenstrasse abbog. Hier folgte eine Gerade, bevor die Strecke hinter der Schule Laubegg wieder nach links auf die Laubeggstrasse führte. Hinter der Dürrenmatt-Mansarde, auf Höhe der Ostermundigenstrasse, folgte eine weitere Schikane, bevor die Strecke wieder zur Startlinie zurückführte.
Mit mehr als 50 Metern wies der Kurs den größten Höhenunterschied aller Rennstrecken der FIA-Formel-E-Meisterschaft auf.

## Kritik
Einige Tage vor dem Rennen demonstrierten Umweltschützer gegen die Durchführung des Rennens, wobei mehrere hundert von ihnen mit Fahrrädern um die Rennstrecke fuhren. Beim Protest ging es vorrangig um die logistischen Umweltauswirkungen des Aufbaus sowie um den damit verbundenen CO2-Fußabdruck der Zuschauer, die in die Stadt kamen. Im Zuge der Proteste kam es auch zu Vandalismus an den Streckeneinrichtungen, indem Fernsehkabel durchschnitten und Sponsorenbanner beschädigt wurden. Die Organisatoren des Rennens erstatteten Strafanzeige gegen mehrere Personen und gaben Schäden von 400.000 Schweizer Franken an.
In einem 15-seitigen Nachbericht der Stadtverwaltung, der im September 2019 veröffentlicht wurde, wurden trotz eines positiven Gesamteindrucks der Veranstaltung, Kritikpunkte an der Lage der Strecke und ihren Auswirkungen auf den Verkehr, die Unternehmen und die Anwohner genannt. Die Streckenführung durch die Altstadt sei im Nachhinein „eindeutig zu ehrgeizig“ gewesen und die Auswirkungen auf den öffentlichen Nahverkehr bezüglich der Beeinträchtigung einiger Linien seien unterschätzt worden.